# دریاچه لاما
دریاچه لاما (انگلیسی: Lake Lama) یک دریاچه در سرزمین کراسنویارسک کشور روسیه است.